# Slano jezero
 Ovo je glavno značenje pojma Slano jezero. Za druga značenja pogledajte Slano jezero (Srbija).
Slano jezero je geološka depresija ispunjena slanom vodom, u užem smislu to su jezera kojima je mineralizacija veća od 1 grama po kilogramu odnosno iznad 25 grama soli po litri vode. Primjeri za njih su Kaspijsko more (najveće slano jezero) i Mrtvo more (jedno od najslanijih jezera). Nije definirana razlika slanog jezera i mora, jer ima slanih jezera povezanih s oceanom ili morem. Kaspijsko more je zatvoreno kopnom u cijelosti, no Mljetska jezera nisu. Jezera ispod morske razine su najčešće slana, te se pretpostavlja da su dio nekadašnjih mora. Slana jezera nemaju uvijek isti salinitet. Aralsko more ima stupanj slanosti od 10 promila, Mrtvo more 330 promila, a ocean približno 35 promila. Neki smatraju da su slana jezera zapravo zasebni oceani.